# Krugovi
Krugovi  ("Cerchi", in serbo Кругови?) è un film drammatico serbo del 2013 diretto da Srdan Golubović.

## Trama
Il film è ispirato alla storia vera del soldato serbo-bosniaco Srđan Aleksić morto proteggendo il civile bosniaco-musulmano Alen Glavovic nel gennaio 1993 a Trebinje durante la guerra in Bosnia.
Tre storie si svolgono in parallelo a Belgrado, in Germania, e Trebinje. Nebojsa che ha assistito alla morte del suo migliore amico supera la sua coscienza sporca per affrontare il killer. Haris che deve la vita alla persona che ha sacrificato la propria per lui rischia tutto, al fine di restituire il favore. Il figlio dell'assassino incontra il padre dell'eroe caduto aprendo così la strada per superare il passato.

## Produzione
Il film è stato prodotto da cinque case cinematografiche: Film House Bas Celik, Neue Mediopolis Filmproduktion, La Cinéfacture, Vertigo, Propeler Film. La post-produzione è a opera della CinePostproduction. 
Le scene sono state girate in tre stati diversi, ovvero a Trebigne, Repubblica Serba di Bosnia ed Erzegovina (Bosnia ed Erzegovina), a Halle, Sassonia-Anhalt (Germania), e a Belgrado (Serbia).

## Distribuzione

### Festival
Il film è stato distribuito in molti festival cinematografici, prima di approdare nel palinsesto dei cinema. Negli Stati Uniti d'America il 18 gennaio 2013 al Sundance Film Festival e il 3 giugno al Seattle International Film Festival; in Germania l'11 febbraio al Festival internazionale del cinema di Berlino; in Serbia il 23 febbraio al Festival internazionale di Belgrado; a Hong Kong il 18 marzo al Hong Kong International Film Festival; in Macedonia il 19 aprile al Skopje Film Festival; in Francia il 30 giugno a La Rochelle International Film Festival e il 9 novembre al Arras Film Festival; a Israele il 12 luglio al Jerusalem Film Festival; nei Paesi Bassi il 14 settembre al Sea Film Festival; in Ungheria il 17 settembre al Jameson Cinefest International Film Festival, e in Croazia il 26 ottobre al Zagreb Film Festival.

### Cinema
Il film è stato distribuito nei cinema il 25 febbraio in Serbia con il nome Krugovi; in Ungheria il 10 ottobre come Templom a dombon; in Turchia il 18 ottobre come Kesisen Hayatlar; in Croazia il 28 ottobre come Krugovi; in Polonia il 29 novembre come Kregi; in Slovenia il 26 febbraio 2014 come Krogi; in Danimarca il 6 aprile; in Germania il 17 aprile come Circles dalla Barnsteiner-Film, dove è stato vietato ai minori di 12 anni; in Grecia il 24 aprile come Diastavroumenes zoes dalla AmaFilms, e in Francia il 9 luglio dalla Zootrope Films.

## Accoglienza
La pellicola sul sito IMDb riceve 8.2/10 punti.

## Premi e riconoscimenti
Il film è stato selezionato come rappresentante della Serbia per il miglior film straniero all'86º Premio Oscar, ma non è arrivato alle nomination finali. Krugovi ha vinto il Premio della Giuria Ecumenica al 63º Festival di Berlinol e il Gran Premio Golden Apricot al 2013 Yerevan International Film Festival in Armenia come Miglior Film, oltre al Grand Prix al 2013 CinEast Festival.